# Elacura
L'elacura (Elachura formosa) és un ocell de la monotípica família dels elacúrids (Elachuridae, Alström et al., 2014) i del gènere 	Elachura Oates, 1889.

## Hàbitat i distribució
Habita zones de muntanya, a la llarga de l'Himàlaia, fins al sud-est de la Xina i Vietnam central.